# Selhurst Park
Selhurst Park là một sân vận động bóng đá ở Selhurst thuộc Khu Croydon của Luân Đôn. Đây là sân nhà của câu lạc bộ Crystal Palace thuộc Premier League. Sân vận động được khánh thành vào năm 1924 và được thiết kế bởi Archibald Leitch. Nơi đây đã tổ chức các trận đấu môn bóng đá của Thế vận hội Mùa hè 1948. Đây cũng từng là sân nhà của Charlton Athletic từ năm 1985 đến năm 1991, cũng như là sân nhà của Wimbledon từ năm 1991 đến năm 2003.